# Orygocera subnivea
Orygocera subnivea is een vlinder uit de familie van de Depressariidae (Platlijfjes). Deze soort is voor het eerst wetenschappelijk beschreven als Rhozale subnivea door Pierre Viette in een publicatie uit 1954.
De soort komt voor in Madagaskar.